# Templo romano
Os antigos templos romanos estavam entre os mais importantes edifícios na cultura romana, apesar de apenas uns poucos terem sobrevivido intactos. Atualmente eles são "os mais óbvios símbolos da arquitetura romana". Sua construção e manutenção era uma das grandes responsabilidades da antiga religião romana e, em todas as cidades de alguma importância, havia pelo menos um templo principal e outros menores. De maneira geral, a sala principal (cela) abrigava a principal imagem de culto da divindade à qual o templo era dedicado e também um pequeno altar para incenso ou libações. Atrás desta sala, existia uma ou mais salas utilizadas pelos oficiantes do templo para armazenar objetos de culto e oferendas.
O plano arquitetural mais comum era um templo retangular num pódio elevado, com uma fachada limpa com um pórtico no alto de uma escadaria com vários degraus e com um frontão triangular acima das colunas. Os lados e o fundo do edifício geralmente não eram decorados e não tinham entradas para o templo. Além disto, havia também templos circulares, geralmente com colunas à toda volta. Fora da Itália, muitos dos templos fundiam tendências romanas com estilos locais. A forma original dos templos romanos se basou nos templos etruscos, estes, por sua vez, baseados nos antigos templos gregos, com forte influência direta destes.
Cerimônias religiosas públicas da antiga religião oficial romana se realizavam ao céu aberto e não dentro do templo. Algumas eram procissões que começavam ou terminavam no templo ou que o visitavam no percurso, geralmente em homenagem a um objeto de culto abrigado no templo e levado para fora para a ocasião. Sacrifícios, geralmente de animais, se realizavam num altar erguido especificamente para este fim. Especialmente durante o período imperial, cultos estrangeiros ganharam espaço e seguidores em Roma. Estes cultos geralmente tinham práticas muito diferentes, alguns privilegiando locais de culto subterrâneos e outros, como os primeiros cristãos, oficiando em residências.
Algumas ruínas de templos romanos sobreviveram, especialmente em Roma, e os relativamente poucos exemplos quase intactos foram quase todos convertidos em igrejas cristãs (alguns depois convertidos em mesquitas), alguns bem depois do triunfo do cristianismo no Império Romano. O declínio da religião romana foi relativamente gradual e os próprios templos só foram confiscados pelo governo depois do decreto do imperador Honório em 415. Santi Cosma e Damiano, no Fórum Romano, originalmente um templo dedicado a Rômulo, só foi convertido em igreja em 527.

## Terminologia
A palavra portuguesa "templo" deriva do termo latino "templum", que originalmente não designava o edifício em si, mas um espaço sagrado demarcado e dedicado ritualmente. O arquiteto romano Vitrúvio sempre utiliza a palavra templum neste sentido. As palavras latinas mais comuns equivalentes ao uso moderno de "templo" eram sacelo (um pequeno santuário ou capela), aedes (a morada de um deus), delubro (santuário que abrigava a imagem de um deus) e fano (um local sagrado).

## Arquitetura
A forma de um templo romano era originalmente derivada de modelos etruscos, mas, no final do período republicano, a preferência se alterou para estilos gregos clássicos e helenísticos, mas sem grandes mudanças na forma básica. Os etruscos eram um povo que habitava o norte da Itália e cuja civilização atingiu o ápice no século VII a.C. Eles próprios já haviam sido influenciados pela primitiva arquitetura grega e, por isso, os templos romanos tinham um estilo próprio com características gregas e etruscas. Os templos sobreviventes atuais (gregos e romanos) não tem mais a extensiva decoração de estátuas pintadas na linha do telhado e nem os elaborados revestimentos e antefixos, em terracota colorida nos exemplos mais antigos, que alegravam o entablamento.
Templos etruscos e romanos enfatizavam a frente do edifício, que seguia o modelo dos templos gregos e consistia tipicamente de amplos degraus que levavam até um pórtico com colunas, um pronau e geralmente um frontão triangular acima, que geralmente estava repleto com estátuas de grande esplendor artístico; estas geralmente eram feitas de terracota e nenhum exemplo sobreviveu intacto, somente em fragmentos. Especialmente no período mais antigo, mais estátuas podiam ser colocadas no telhado e o entablamento era decorado com antefixos e outros elementos arquiteturais, todos muito coloridos. Porém, ao contrário dos modelos gregos, que geralmente davam igual tratamento a todos os lados do templo, que podia ser visto e adentrado a partir de todas as direções, as paredes laterais e do fundo dos templos romanos geralmente não tinham decoração nenhuma, não tinham entradas ou degraus e muitas vezes estavam encostados em outros edifícios. Como se pode ver na Maison Carrée, as colunas laterais podiam ser semicolunas fundidas na própria parede.
A plataforma sobre a qual o templo era construído era tipicamente mais elevada nos templos romanos e etruscos do que nos gregos, com dez, doze ou até mais degraus ao invés dos típicos três dos templos gregos. O Templo de Cláudio tinha vinte degraus. Estes geralmente só existiam na frente e tipicamente não abrangiam a largura toda do templo. Depois do declínio dos modelos etruscos, as ordens clássicas gregas em todos os seu detalhes foram minuciosamente seguidas nas fachadas dos templos e outros edifícios romanos, com a adoção direta destes modelos aparentemente começando por volta de 200 a.C., logo depois da Segunda Guerra Púnica. Apesar disto, as diferenças básicas na forma geral dos templos entre o estilo etrusco-romano e o grego se mantiveram. Porém, as proporções idealizadas entre os diferentes elementos nas ordens apresentadas pelo único importante escritor sobre arquitetura cuja obra sobreviveu, Vitrúvio, e pelos subsequentes escritores do renascimento italiano não refletem a prática verdadeira romana, que podia ser muito variável, mas sempre buscando equilíbrio e harmonia. Seguindo uma tendência helenística, a ordem coríntia e a sua variante, a ordem compósita, são as mais comuns nos templos romanos sobreviventes, mas, para templos menores, como o Templo romano de Alcântara, uma ordem toscana, mais simples, podia ser utilizada. Vitrúvio não reconhece nem a ordem compósita e nem a toscana em suas obras e elas só foram formalizadas no renascimento a partir da observação dos edifícios sobreviventes.
A frente do templo tipicamente tinha uma inscrição designando que o construiu gravada em pedra. Ela geralmente era preenchida de tinta colorida, geralmente escarlate ou vermelhão. Em grandes monumentos imperiais, as letras eram moldadas em chumbo, afixadas com pregos e pintadas ou douradas. Estas letras raramente sobreviveram, mas os arqueólogos quase sempre conseguem reconstruir o texto a partir dos buracos dos pregos; em alguns casos, as letras foram restauradas e colocadas no local.
Havia uma considerável variação local no estilo, pois os arquitetos romanos geralmente tentavam incorporar elementos que a população esperava encontrar em seus edifícios sagrados. Este era o caso especialmente no Egito e no Oriente Médio, onde as diferentes tradições de grandes templos em pedra já tinham milhares de anos. O templo romano-celta era simples, geralmente construído com pouco uso de pedras. Os pequenos templos encontrados no Império ocidental, especialmente na Britânia, eram geralmente quadrados com um deambulatório, sem nenhuma característica distintiva clássica, e provavelmente era uma continuação dos templos pré-romanos típicos do politeísmo celta.

## Plantas circulares
Os templos romano-celtas eram geralmente circulares e templos circulares de vários tipos foram construídos pelos romanos. Modelos gregos estava disponíveis nos santuários "tholos" e em outros edifícios, como salas de reuniões. Templos da deusa romana Vesta, que geralmente eram pequenos, tipicamente eram circulares. Como no caso do Templo de Hércules Vitorioso, em Roma, que provavelmente foi obra de um arquiteto grego, os exemplos sobreviventes geralmente são completamente circundados por uma colunata e estão elevados acima de um baixo pódio em estilo grego.
Diferentes fórmulas foram adotadas no Panteão e no pequeno templo circular de Balbeque (geralmente chamado de "Templo de Vênus"), cuja entrada está localizada atrás de um pórtico completo. No Panteão, apenas o pórtico tem colunas e em Balbeque, um largo pórtico com um frontão quebrado está acompanhado por quatro outras colunas à volta do edifício, com arquitraves em seções curvas escavadas, cada uma delas terminando em uma projeção sustentada por uma das colunas.
Em Preneste, perto de Roma, um gigantesco complexo de peregrinação do século I a.C. obrigava que os visitantes subissem diversos níveis ocupados por grandes edifícios numa encosta íngreme antes de chegarem ao santuário propriamente dito, um templo circular muito menor.

## Cesareu
Um cesareu (em latim: caesareum) era um templo dedicado ao culto imperial. Vários deles foram construídos por todo o Império Romano, geralmente financiados pelo próprio governo com o objetivo de substituir o investimento estatal em novos templos dedicados a outros deuses. Em muitos casos, eles se tornaram o principal ou o maior templo em novas cidades romanas nas províncias. Este foi o caso em Évora, Vienne e Nîmes, todas cidades expandidas pelos romanos como colônias a partir de ópidos celtas. Templos imperiais pagos pelo governo geralmente utilizavam estilos romanos convencionais e geralmente eram construídos num dos lados do fórum de frente para uma basílica no outro.
Na cidade de Roma, um cesareu ficava no precinto religioso dos irmãos arvais. Em 1570, há registros de que ele ainda continha nove estátuas de imperadores romanos em nichos. A maioria dos imperadores romanos mais antigos tinha seu próprio grande templo em Roma, mas o declínio econômico implicou no fim da construção de novos templos imperiais depois do reinado de Marco Aurélio (m. 180). Uma notável exceção foi o Templo de Rômulo, no Fórum Romano, construído e dedicado pelo imperador Maxêncio em homenagem ao seu filho, Valério Rômulo, que morreu na infância em 309 e foi deificado.
Um dos mais antigos e mais importantes dos cesareus foi o Cesareu de Alexandria, localizado no porto da cidade. Sua construção foi iniciada por Cleópatra, da dinastia ptolemaica, o último faraó do Egito, para homenagear seu falecido amante, Júlio César, e depois convertido por Augusto em um templo em sua própria homenagem. No século IV, o templo foi convertido em igreja.

## Influência
A adaptação etrusco-romana do modelo do templo grego para dar maior ênfase à fachada frontal deixando a decoração dos demais lados do edifício a critério do orçamento e do desejo do patrocinador tem sido geralmente adotada na arquitetura neoclássica e em outros estilos baseados em modelos clássicos. Nestes estilos, fachadas com colunas e frontão são muito comuns como entrada principal de edifícios grandiosos, mas geralmente flanqueados por grandes alas ou de frente para pátios. Esta flexibilidade permitiu que a fachada de templos romanos fossem utilizadas para edifícios das mais diversas funções. A colunata nem sempre se estende até um pronau e o templo nem sempre está elevado sobre um pódio, mas a forma básica permanece. Entre os milhares de exemplos estão a Casa Branca, o Palácio de Buckingham e a Basílica de São Pedro. Já no começo do século XXI, a fachada do templo romano entrou na moda na China.
Arquitetos renascentistas e posteriores criaram formas de acrescentar harmonicamente cúpulas elevadas, torres e coruchéus acima da fachada com pórtico colunada em estilo de templo romano. Esta fachada é uma característica familiar da subsequente arquitetura da Idade Moderna na tradição ocidental, mas, apesar de amplo uso em igrejas, ela perdeu sua associação com a religião. Geralmente, adaptações posteriores não copiam as cores do templo romano original e, com algumas exceções, também não há o conjunto completo de estátuas e esculturas na linha do telhado do original.
Variações sobre o tema, geralmente de origem italiana, incluem a igreja de San Andrea, em Mântua, de Leon Battista Alberti (1462), que tomou um arco triunfal romano de quatro colunas e acrescentou um frontão acima, a igreja de San Giorgio Maggiore, de Andrea Palladio (1610), que apresenta duas fachadas superpostas, uma baixa e larga e outra alta e estreita, e a Villa Capra, também de Palladio (1567), com quatro fachadas de templo isoladas de cada um dos lados de um retângulo e uma grande cúpula central. Na arquitetura barroca, duas fachadas de templo, geralmente de diferentes ordens, superpostas uma sobre a outra, se tornaram extremamente comuns para igrejas católicas, geralmente com a fachada superior ladeada por duas enormes volutas. Este modelo pode ser visto na Igreja de Jesus (Gesù; Roma, 1584), Santa Susanna (Roma, 1597), Santi Vincenzo e Anastasio a Trevi (Roma, 1646) e Val-de-Grâce (Paris, 1645) e em muitas outras igrejas.
Um padrão arquetípico para a arquitetura georgiana foi estabelecido pela igreja de St Martin-in-the-Fields (Londres, 1720), de James Gibbs, que ousadamente acrescentou à fachada clássica do templo romano na fachada oeste da igreja um grande coruchéu no alto de uma torre ligeiramente recuada. Esta forma chocou os puristas e estrangeiros, mas acabou aceita e foi muito copiada, especialmente no Reino Unido e nas colônias britânicas, como na Igreja de Santo André (Chennai, Índia) e na St. Paul's Chapel (Nova Iorque, 1766).
Exemplos de edifícios modernos que se mantém mais fieis ao antigo formato retangular do templo romano só aparecem do século XVIII em diante. Versões do templo romano separados de outros edifícios incluem La Madeleine (1807), construída por Napoleão como um "Temple de la Gloire de la Grande Armée" (1807) e atualmente uma igreja.
Pequenos templos circulares romanos com colunatas foram frequentemente copiados, seja para edifícios individuais, pequenos ou grandes, ou como elementos com cúpulas suportadas por tambores, em edifícios com outras plantas, como na Basílica de São Pedro (Vaticano), na Catedral de São Paulo (Londres) e no Capitólio dos Estados Unidos. O grande precursor destes é o Tempietto, de Donato Bramante, localizado no pátio de San Pietro in Montorio (Roma, 1502), um edifício muito admirado desde a sua construção.
Apesar da grande cela circular com cúpula e um pórtico na frente do Panteão ser um modelo "único" na arquitetura romana, sua planta foi copiada muitas vezes por arquitetos modernos. Versões incluem a igreja de Santa Maria Assunta (Ariccia, 1664), de Gian Lorenzo Bernini, e a biblioteca presidencial de Thomas Jefferson na Universidade de Virgínia, conhecida como "A Rotunda" (1817–26).

## Exemplos sobreviventes mais importantes
A maior parte dos templos que sobreviveram melhor foram convertidos em igrejas e alguns ainda permanecem assim. Geralmente os pórticos eram emparedados entre as colunas e as paredes frontal e laterais da cela eram removidas para criar um grande espaço único no interior. Em regiões rurais do mundo islâmico há bons exemplos que permaneceram praticamente intactos. Na Espanha, algumas notáveis descobertas foram feitas no século XIX, quando se percebeu que antigos edifícios que passavam por reformas ou demolição continham partes substanciais de antigos templos em sua estrutura. Em Roma e em outros lugares, algumas paredes incorporadas em edifícios posteriores também foram descobertas. Os blocos quadrangulares utilizados nos templos romanos antigos sempre foram alvo da atração de antigos construtores como material de reuso; já as colunas, enormes e de difícil movimentação, geralmente ficavam no lugar. Por isso, o pódio sem o revestimento e algumas colunas geralmente são tudo o que resta de muitos templos antigos. Na maioria dos casos, pedaços soltos de pedra foram removidos do local original e alguns, como os capitéis, podem ter ido parar em museus juntamente com elementos puramente decorativos encontrados, como estatuetas votivas em terracota ou amuletos, geralmente encontrados em grande número. Muito pouco sobreviveu no local original das grandes esculturas que decoravam os templos antigos.

### Roma
- Panteão ou "Templo de Todos os Deuses", único entre os templos romanos, mas depois muito copiado. Muito provavelmente o mais impressionante e completo interior de um templo romano a sobreviver.
- Templo de Hércules Victor, um antigo templo circular, praticamente completo.
- Templo de Portuno ou "Templo da Fortuna Viril", um exterior jônico praticamente completo.
- Templo de Rômulo, um exterior circular praticamente completo do início do século IV no Fórum Romano.
- Templo de Antonino e Faustina, cujo edifício central sobreviveu como uma igreja, incluindo uma parte do friso, também no Fórum Romano.
- Templo de Adriano no Campo de Marte, uma gigantesca parede, com 11 colunas, foi incorporada num edifício posterior.
- Templo de Vesta, um pequeno templo circular parcialmente completo no Fórum Romano.
- Templo de Saturno, com oito impressionantes colunas e a arquitrave ainda no local, no Fórum Romano.
- Templo de Belona (Óstia), um pequeno templo todo de tijolos numa rua secundária no porto de Roma, Óstia Antiga.

### Outros lugares
- Santuário da Fortuna Primigênia em Palestrina, um grande complexo de templos que leva um pequeno templo circular.
- Templo de Apolo em Pompeia, um templo cujos elementos menores foram preservados, um fato raro.
- Templo de Vesta em Tivoli, um templo circular.
- Capitólio de Brixia, Brescia, enterrado por um deslizamento de terra e parcialmente reconstruído.
- Maison Carrée em Nîmes, um dos mais completos exemplos de templo romano ainda existentes.
- Templo de Augusta e Lívia em Vienne, na França, cujo exterior está praticamente completo.
- Templo de Augusto em Pula, Croácia, praticamente completo; uma grande parede de um outro templo foi incorporada à prefeitura da cidade logo ao lado.
- Templo romano de Évora, Portugal, impressionante ruína parcial de um pequeno templo; pódio e colunas preservados, mas sem a cela.
- Templo de Júpiter no Palácio de Diocleciano, Split, Croácia. Um pequeno templo quase completo preservado em meio a diversos outros edifícios romanos (c. 300). Um fato raro, a abóbada de berço do teto sobreviveu.
- Templo romano de Alcântara, Espanha, um templo minúsculo, mas completo.
- Templo romano de Vic, Espanha. Substancialmente reconstruído, foi redescoberto durante a reconstrução de um castelo.
- Templo romano de Córdova, Espanha. Base e 11 colunas encontradas incorporadas no interior de edifícios posteriores.
- Templo de Baco, Balbeque, Líbano, um famoso destino exótico de peregrinação "barroco" quase completo, incluindo o interior.[28]
- Templo de Júpiter e Vênus, Balbeque, Líbano, quase completo.
- Templo de Ártemis, Gérasa, Jordânia, ruínas parciais de outros dois templos
- Sufétula, Tunísia, três pequenos templos alinhados no fórum em meio às ruínas da antiga cidade romana.
- Duga, Tunísia, diversos templos em meio às ruínas da antiga cidade romana; dois muito bem preservados.

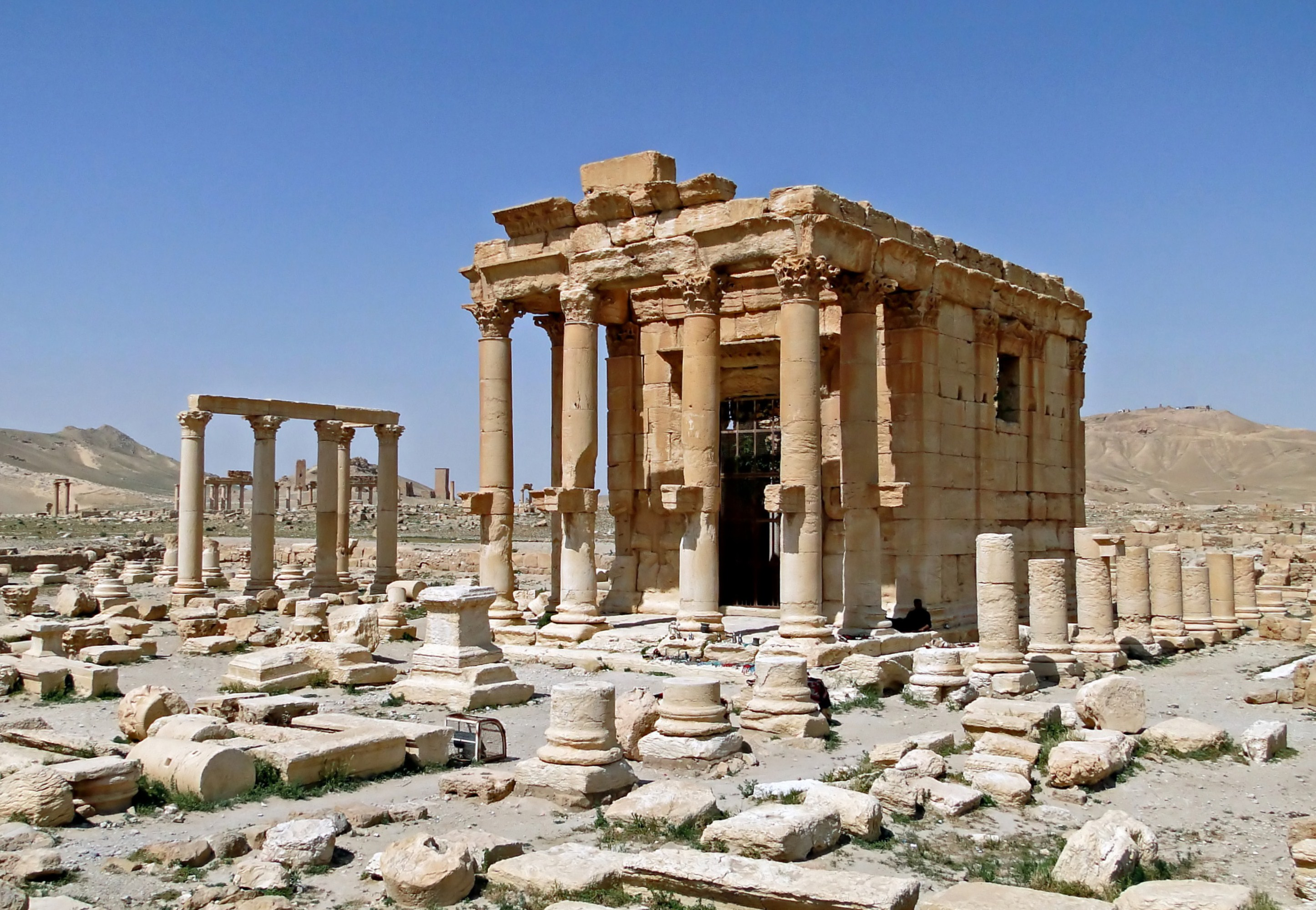
O antigo Templo de Baal-Shamin, em Palmira, destruído pelo Estado Islâmico em 2015.